# Popowo (powiat obornicki)
Popowo – wieś sołecka w Polsce położona w województwie wielkopolskim, w powiecie obornickim, w gminie Oborniki, nad Kanałem Baborowskim.

## Historia
Wieś pierwotnie związana była z Wielkopolską. Ma metrykę średniowieczną i istnieje co najmniej od drugiej połowy XIV wieku. Po raz pierwszy odnotowana została w łacińskim dokumencie z 1387 jako „Popovo”, 1423 według kopii z lat 1488–1492 „Popowo Maior”, 1493 „Popowo Maior”, 1563 „Popowo Maius”.
Prawdopodobnie wieś istniała jednak już wcześniej niż odnotowały to zachowane zapisy historyczne. Historycy uważają, że Popowo oraz sąsiednie Popówko koło Szamotuł pierwotnie stanowiły jedną wieś; którą w 1308 biskup poznański Andrzej Zaremba dał w ramach zamiany Dobrogostowi z Szamotuł synowi Tomisława dziedzicowi Szamotuł. W zamian Dobrogost dał biskupowi wieś Gradowice, położoną koło Wielichowa i Łubnicy, a zamianę tę poświadczył książę głogowski oraz wielkopolski Henryk III.
Miejscowość była początkowo wsią szlachecką należącą do lokalnej szlachty wielkopolskiej z rodu Mrowińskich, Sobockich, Górków, Broniewskich, Rokossowskich, Naramowskich. W 1443 wieś leżała w powiecie poznańskim województwa poznańskiego w Koronie Królestwa Polskiego. W 1508 należała do parafii św. Stanisława w Szamotułach.
Zapis pochodzący ze źródeł sądowych odnotowuje w 1387 Miksa z Popowa, który zeznał, że Szczepan Skóra z Gaju Wielkiego miał mu zapłacić 3 grzywny od jakiejś sumy pieniędzy. W 1387 roszczenie to do 100 kóp zboża odparł Jan z Zaszczytowa, a Miks zapłacił karę. W latach 1388–1401 wspomniano kolejnego mieszkańca wsi Krzywosąda z Popowa. W 1400 był w sporze z Pawłem i Ocięsławem z Wielżyna, a w 1401 toczył spór sądowy z Mirzonem, Abrahamem i Ocięsławem z Wielżyna. W latach 1412–1425 notowany w źródłach jest także Grzegorz z Popowa.
W 1423 (wg kopii z lat 1488/92) dziesięcinę płacono z 13 łanów i wynosiła ona od każdego łanu po dwie ćwiertnie pszenicy, żyta i owsa oraz 6 groszy. Należała do uposażenia prebendy kanonika Słupka w katedrze poznańskiej. W 1510 prebenda „Popowo” w katedrze poznańskiej należała do dochodów kanonika Andrzeja Jurgizeta Naramowskiego, a w niej małdraty z Popowa i Popówka.
W 1443 Agnieszka córka Wierzbięty z Lubikowa oraz żona Wyszoty ze Starkowca koło Kobylina w powiecie pyzdrskim, siostra stryjeczna Domarata z Mościsk w powiecie nakielskim, dała Dobiesławowi z Mrowina Lubikowo, a w zamian otrzymała 1/7 Popowa oraz 1000 grzywien. Potem sprzedała ona 1/7 Popowa Wincentemu z Sadów za 80 grzywien.
W połowie XV wieku właścicielami we wsi byli Mrowińscy. W 1446 bracia Dobiesław i Szczepan Mrowińscy dokonali podziału rodzinnego majątku: Stefan otrzymał Lubikowo, a Dobiesław Mrowino, Przebrodę oraz Popowo. W 1457 wsie Mrowino, Popowo i Przebrodę posiadali synowie zmarłego Dobiesława Andrzej i Paweł. Do części tych wsi nastąpiło wówczas wwiązanie w majętność Szczepana dziedzica Lubikowa. W 1493 syn Dobiesława sprzedał z zastrzeżeniem prawa odkupu Michałowi Wielżyńskiemu 4 łany opuszczone w Popowie za 30 złotych węgierskich. W 1495 zapisał na Popowie oraz na Mrowinie jedną grzywnę czynszu rocznego mansjonarzom w Szamotułach. W 1501 toczył spór sądowy ze swoim poddanym z Niemieczkowa. W 1525 sprzedał z zastrzeżeniem prawa odkupu całe Popowo, które było wówczas wsią opuszczoną, za 110 grzywien Dorocie Buszewskiej żonie Wojciecha Mrowińskiego. W 1538 Wojciech Mrowiński sprzedał za 600 grzywien połowę Popowa Mikołajowi Sobockiemu.
W połowie XVI wieku w majętność wsi wszedł znaczący wielkopolski ród szlachecki Górków herbu Łodzia. W latach 1559–1560 właścicielem Popowa i Popówka był wojewoda łęczycki Łukasz Górka. W 1563 brat Łukasza Andrzej Górka sprzedał z zastrzeżeniem prawa odkupu Prokopowi Broniewskiemu chorążemu kaliskiemu wsie Popowo, Popówko, Piotrkowo i Jaryszewo za 1600 złotych, a Prokop zapisał na tych wsiach po 2000 złotych posagu oraz wiana swojej żonie Annie córce Macieja Bielejewskiego. W 1579 w część dóbr Szamotuły wwiązany został podskarbi wielki koronny Jakub Rokossowski, które kupił od Stanisława z Górki za 67 000 złotych polskich. W tych dobrach znajdowały się także m.in. wsie Popowo oraz Popówko.
Miejscowość odnotowały także historyczne rejestry podatkowe dzięki którym znamy stosunki własnościowe we wsi. W 1498 Popowo oraz Mrowino zostały wymienione wśród wsi, które zalegały z podatkiem. W 1508 pobrano ze wsi wiardunki królewskie z 3 łanów. W 1510 w miejscowości miał miejsce pobór z dwóch łanów. W 1563 pobrano we wsi podatki z 13 łanów kmiecych oraz z dwóch łanów sołeckich, a także od jednej karczmy dorocznej. W 1577 właściciel we wsi Jan Broniewski zapłacił pobór. W 1580 Jan Broniewski zapłacił pobór od 12 łanów osiadłych, jednego łana sołeckiego, dwóch łanów opuszczonych, krawca oraz karczmy, która posiadała kawałek roli.
Wskutek II rozbioru Polski w 1793, miejscowość przeszła pod władanie Prus i jak cała Wielkopolska znalazła się w zaborze pruskim.
W latach 1975–1998 miejscowość należała administracyjnie do województwa poznańskiego.